# Catherine Ndereba
Catherine Nyambura Ndereba (* 21. Juli 1972 in Nyeri) ist eine kenianische Langstreckenläuferin. Sie wurde zweimal Weltmeisterin, einmal Vizeweltmeisterin und zweimal Olympiazweite im Marathonlauf.
Ndereba, die zur Ethnie der Kikuyu gehört, wuchs bei Nyeri in einer Großfamilie mit sieben Geschwistern auf. Schon in ihrer Schulzeit war sie eine leidenschaftliche Läuferin. Ursprünglich wollte sie Lehrerin werden, doch nach den ersten sportlichen Erfolgen entschied sie sich dafür, wie viele andere Läufer in die Dienste der kenianischen Gefängnisse zu treten. Bei der Berufsausbildung lernte sie Anthony Maina kennen. 1995 schlossen beide die Ausbildung ab, heirateten und zogen nach Nairobi.
Im Jahr darauf begann Ndereba, bei internationalen Straßenläufen zu starten, und wurde von Runner’s World und der Running Times mit dem Titel Road Racer of the Year ausgezeichnet. Auch nach einer Babypause 1997 war sie erfolgreich. 1999 wurde sie Dritte bei den Halbmarathon-Weltmeisterschaften. Im selben Jahr wurde sie bei ihrem Debüt über die volle Strecke Sechste beim Boston-Marathon sowie Zweite beim New-York-City-Marathon. 2000 gewann sie sowohl den Boston-Marathon wie auch den Chicago-Marathon, ebenso im Folgejahr, wobei sie in Chicago mit 2:18:47 h einen Weltrekord aufstellte.
Bei beiden Läufen wurde sie 2002 Zweite. Im Jahr darauf belegte sie den zweiten Platz beim London-Marathon und beim New-York-Marathon und gewann den Marathon der Leichtathletik-Weltmeisterschaften 2003 in Paris/Saint-Denis. Differenzen mit dem kenianischen Verband hatten 2000 eine Teilnahme an den Olympischen Spielen in Sydney verhindert. Erst bei den Spielen 2004 in Athen konnte sie antreten. Sie gewann im Marathon die Silbermedaille, hinter Mizuki Noguchi und vor Deena Kastor. Wie schon im Vorjahr gewann sie 2005 den Boston-Marathon und ist damit die dortige Rekordsiegerin. Bei den Weltmeisterschaften 2005 in Helsinki wurde sie im Marathon Zweite hinter Paula Radcliffe.
2006 gewann sie den Osaka Women’s Marathon und belegte den dritten Platz beim New-York-Marathon. Beim Hitzerennen der Weltmeisterschaften 2007 in Osaka gewann sie am 2. September 2007 den Marathon in 2:30:37 h. Sie ist damit die erste, die zweimal Marathon-Weltmeisterin wurde, und die bislang älteste Titelträgerin. Bei den Olympischen Spielen 2008 in Peking konnte sie erneut die Silbermedaille erringen, diesmal hinter Constantina Tomescu aus Rumänien und vor der Chinesin Zhou Chunxiu.
Catherine Ndereba hat bei einer Größe von 1,60 m ein Wettkampfgewicht von 45 kg. Aufgrund der Unterstützung, die ihr von ihrem Ehemann zuteilwird, der ihr Manager ist und in ihrer Abwesenheit ihre Tochter betreut, gelten beide in Kenia als Vorbilder für emanzipierte Paare. Ihre beiden jüngeren Geschwister Anastasia und Samuel Ndereba sind ebenfalls als Langstreckenläufer erfolgreich.

## Persönliche Bestzeiten
- 5000 m: 15:27,84 min, 13. Mai 2000, Osaka
- 10.000 m: 32:17,58 min, 7. Mai 2000, Mito
- 10 km: 31:02 min, 14. Oktober 2001, Budapest
- 15 km: 48:06 min, 8. Juli 2001, Utica
- Halbmarathon: 1:07:54 h, 24. März 2001, Den Haag
- Marathon: 2:18:47 h, 7. Oktober 2001, Chicago